# Газей
Газей е връх в Пирин, разположен на малко странично било на Полежанското странично било. Висок е 2761 м, което го поставя на 11-о място в планината. Откъм Полежан изглежда малък, едва издигнат над Горното Газейско езеро, но западните му склонове, спускащи се към долината на река Демяница, са импозантни. От долината върхът изглежда внушителен, вижда се ясно дори от Разложкото поле. Под големия Газейски връх има и по-нисък, който също се вижда внушително от долината. Газейското било оформя неголям циркус, в който са разположени двете Газейски езера - едни от най-високите в Пирин и в България изобщо, както и Газейска река.
Предполага се, че името на върха идва от турската дума „гаази“, която означава „непобедим“. По време на Възродителния процес името му бе сменено на Войводски връх, и макар все още да стои официално на картите, то не е прието от туристите и се използва по-рядко. Северозападният ръб на Голям Газей е алпийски обект от II б категория.